# Свети Димитър (Кюстендил)
Вижте пояснителната страница за други значения на Свети Димитър.
„Свети Димитър“ е възрожденска българска църква в град Кюстендил.

## История, особености
Построена е през 1866 година в източната част на града по инициатива на кюстендилския учител Даскал Димитри. Автор на по-голяма част от иконите е известният самоковски художник Иван Доспевски.
Иконата на Свети Димитър в църквата е дело на видния български зограф от Берово Гаврил Атанасов.